# Papás por conveniencia
Papás por conveniencia – meksykańska telenowela z 2024 roku. Wyprodukowana przez wytwórnię Televisa.

## Obsada
| Aktor                | Rola                       |
| -------------------- | -------------------------- |
| Ariadne Díaz         | Aidé Mosqueda              |
| José Ron             | Tino Guevara               |
| Ferdinando Valencia  | Guzmán Muriel              |
| África Zavala        | Federica                   |
| Daniela Luján        | Clara Luz                  |
| Martín Ricca         | Rudolf                     |
| María Chacón         | Lichita Chagoyan           |
| Miguel Martínez      | Chano                      |
| Horacio Pancheri     | Dámaso Rivera              |
| Lambda García        | Facundo                    |
| Sherlyn              | Silvana                    |
| Leticia Perdigón     | Bertha                     |
| Cecilia Gabriela     | Pura                       |
| María Perroni        | Chofis Chamorro Chagoyan   |
| Joaquín Bondoni      | Checo Chamorro Chagoyan    |
| Jonathan Becerra     | El Calacas                 |
| Victoria Viera       | Circe                      |
| Emilio Beltrán       | Ulises                     |
| Camila Núñez         | Scarlet                    |
| Tania Nicole         | Lila                       |
| Juan Pablo Velasco   | Emiliano                   |
| Constantino Alonso   | Pipe                       |
| Mateo Saavedra       | Chuchito Chamorro Chagoyan |
| Sandra Sánchez Cantú | Rina                       |
| Eduardo Zayas        | Augusto                    |
| José Remis           | Igor                       |
| Diego Enríquez       | Chintolo                   |
| Zury Shasho          | Mateo                      |
| Adriana Fonseca      | Paulina                    |
| Imanol Landeta       | Felipe                     |
| Lukas Urkijo         | Oliver                     |
| Ernesto Laguardia    | Jason                      |
| Roxana Puente        | Ana                        |
| Iván Caraza          |                            |
| Natalia Álvarez      |                            |